# Denys Berinchyk
Denys Yuriyovych Berinchyk –en ucraniano, Денис Юрійович Берінчик– (Krasnodón, URSS, 5 de mayo de 1988) es un deportista ucraniano que compite en boxeo.
Participó en los Juegos Olímpicos de Londres 2012, obteniendo una medalla de plata en el peso wélter ligero. Ganó una medalla de plata en el Campeonato Mundial de Boxeo Aficionado de 2011, en el mismo peso.
En agosto de 2015 disputó su primera pelea como profesional. En diciembre de 2018 conquistó el título internacional de la OMB, en la categoría de peso ligero.

## Palmarés internacional
| Juegos Olímpicos   | Juegos Olímpicos      | Juegos Olímpicos | Juegos Olímpicos |
| Año                | Lugar                 | Medalla          | Categoría        |
| ------------------ | --------------------- | ---------------- | ---------------- |
| 2012               | Londres (Reino Unido) | Medalla de plata | 64 kg            |
| Campeonato Mundial |                       |                  |                  |
| Año                | Lugar                 | Medalla          | Categoría        |
| 2011               | Bakú (Azerbaiyán)     | Medalla de plata | 64 kg            |